# Kopplungskonstante
Als Kopplungskonstante wird in der Physik eine Konstante bezeichnet, welche die Stärke einer fundamentalen Wechselwirkung festlegt.
In der Quantenfeldtheorie (QFT) werden Wechselwirkungen durch Austauschteilchen, die Eichbosonen, vermittelt. Die Kopplungskonstanten bestimmen in diesem Fall die Stärke der Kopplung der Austauschbosonen an die dazugehörigen Ladungen. Für jede der vier Grundkräfte gibt es eine Kopplungskonstante. Im Allgemeinen kann ein Elementarteilchen mehrere verschiedenartige Ladungen tragen und deshalb auch an verschiedene Eichbosonen koppeln. Ein Quark zum Beispiel besitzt eine elektrische Ladung und eine Farbladung.
Aufgrund von Quantenfluktuationen sind die Kopplungskonstanten der Quantenfeldtheorie energieabhängig, d. h. die Kopplungsstärke kann bei höheren Energien zunehmen (Beispiel: Quantenelektrodynamik) oder abnehmen (Beispiel: Quantenchromodynamik). Diesen Effekt bezeichnet man auch als das Laufen (engl. running) der Kopplungskonstante.

## Dimension
Die Lagrange- oder Hamilton-Funktion (in der Quantenmechanik auch der Hamiltonoperator) lassen sich gewöhnlich aufteilen in einen kinetischen Anteil und einen Wechselwirkungsanteil, entsprechend kinetischer (oder Bewegungs-)Energie und potentieller (oder Lage-)Energie.
Von besonderer Bedeutung sind Kopplungskonstanten, welche so skaliert sind, dass sie das Verhältnis des Wechselwirkungsanteils zum kinetischen Anteil zum Ausdruck bringen oder auch das Verhältnis zweier Wechselwirkungsanteile zueinander. Solche Kopplungskonstanten sind Größen der Dimension Zahl („dimensionslos“). Ihre Bedeutung liegt darin, dass Störungsreihen Potenzreihen in den „dimensionslosen“ Kopplungskonstanten sind; die Größe einer „dimensionslosen“ Kopplungskonstante bestimmt das Konvergenzverhalten der Störungsreihe.

## Übersicht der Kräfte und der dazugehörigen Eichbosonen und Ladungen
| Wechselwirkung                    | Eichboson(en)                                                                                                   | Ladung             | Kopplungskonstante |
| --------------------------------- | --- | ------------------ | --- |
| Starke Wechselwirkung             | Gluonen (8 verschiedene)                                                                                        | Starke Ladung      | {\displaystyle \textstyle \alpha _{\mathrm {s} }}                                                                        |
| Elektromagnetische Wechselwirkung | Photon {\displaystyle \textstyle \gamma }                                                                       | Elektrische Ladung | {\displaystyle \textstyle \alpha } (Feinstrukturkonstante, hier auch {\displaystyle \textstyle \alpha _{\mathrm {em} }}) |
| Schwache Wechselwirkung           | {\displaystyle \textstyle W^{+}}-, {\displaystyle \textstyle W^{-}}- und {\displaystyle \textstyle Z^{0}}-Boson | nicht definierbar  | {\displaystyle \textstyle \alpha _{\mathrm {W} }}                                                                        |
| Gravitation                       | Graviton (hypothetisch)                                                                                         | Masse              | {\displaystyle \textstyle \alpha _{\mathrm {G} }}                                                                        |

## Feinstrukturkonstante
Bei der elektromagnetischen Wechselwirkung ist die dimensionslose Kopplungskonstante gegeben durch die Sommerfeldsche Feinstrukturkonstante {\displaystyle \textstyle \alpha } und wird in diesem Zusammenhang auch als {\displaystyle \textstyle \alpha _{\mathrm {em} }} bezeichnet:
{\displaystyle \alpha _{\mathrm {em} }={\frac {e^{2}}{2\varepsilon _{0}hc}}={\frac {e^{2}}{4\pi \varepsilon _{0}\hbar c}}={\frac {e^{2}}{q_{\mathrm {P} }^{2}}}\approx {\frac {1}{137{,}036}}\approx 0{,}007\,297\,35}
Dabei ist 
- {\displaystyle q_{\mathrm {P} }} die Planckladung
- {\displaystyle e} die Elementarladung
- {\displaystyle \varepsilon _{0}} die elektrische Feldkonstante
- {\displaystyle c} die Lichtgeschwindigkeit
- {\displaystyle h} die Planck-Konstante bzw. {\displaystyle \hbar =h/2\pi } die reduzierte Planck-Konstante.

## Eichkopplung
In einer nicht-Abelschen Eichtheorie erscheint der Eichkopplungsparameter {\displaystyle g} in der Lagrange-Funktion gemäß gewisser Konventionen als
{\displaystyle -{\frac {1}{4g^{2}}}\operatorname {Tr} G_{\mu \nu }G^{\mu \nu }}.
(wobei {\displaystyle G} der Eichfeld-Tensor ist)
Nach einer anderen gebräuchlichen Konvention wird {\displaystyle G} so skaliert, dass der Koeffizient des kinetischen Terms −1/4 ist und {\displaystyle g} tritt in der kovarianten Ableitung auf.
Der Eichkopplungsparameter der elektromagnetischen Wechselwirkung ergibt sich aus der dimensionslosen Ladung des Elektrons
{\displaystyle g_{\mathrm {em} }={\frac {e}{\sqrt {\varepsilon _{0}\hbar c}}}={\sqrt {4\pi }}{\frac {e}{q_{\mathrm {P} }}}={\sqrt {4\pi \alpha _{\mathrm {em} }}}\approx 0{,}302\,822\,12\ .}
Mit der obigen Beziehung für die Feinstrukturkonstante α ist
{\displaystyle e={\sqrt {4\pi \varepsilon _{0}\hbar c\alpha _{\mathrm {em} }}}}
Mit der Planck-Ladung
{\displaystyle q_{\mathrm {P} }={\sqrt {\hbar c4\pi \varepsilon _{0}}}}
folgt
{\displaystyle e/q_{\mathrm {P} }={\sqrt {\alpha _{\mathrm {em} }}}\approx 1/{\sqrt {137,\dots }}}
beziehungsweise
{\displaystyle \alpha _{\mathrm {em} }=\left({\frac {e}{q_{\mathrm {P} }}}\right)^{2}\;.}
Auf diese Weise ist im elektromagnetischen Fall die (dimensionsbehaftete) Kopplungsstärke e mit der dimensionslosen Kopplungskonstanten α und dem Eichkopplungsparameter g verknüpft.

## Schwache und starke Kopplung
Eine Quantenfeldtheorie mit einer dimensionslosen Kopplungskonstanten α wird genannt:
- schwach gekoppelt, wenn α ≪ 1 (d. h. wenn α wesentlich kleiner ist als 1). In diesem Fall wird die Theorie in Potenzreihen nach α beschrieben (Störungstheorie oder perturbative Theorie). Ein Beispiel ist der Elektromagnetismus.
- stark gekoppelt, wenn die α von der Größenordnung 1 oder größer ist. In diesem Fall müssen zur Untersuchung nicht-perturbative Methoden benutzt werden, also Methoden jenseits der Störungstheorie. Ein Beispiel ist die Hadronische Theorie der Starken Wechselwirkung.

## Elektroschwache Wechselwirkung
Im Rahmen der elektroschwachen Theorie (Glashow-Weinberg-Salam-Theorie, GWS) findet man für die schwache Kopplungskonstante {\displaystyle \textstyle \alpha _{W}} in Analogie zur Feinstrukturkonstanten (s. o.):
{\displaystyle \alpha _{W}={\frac {g^{2}}{2\varepsilon _{0}hc}}={\frac {g^{2}}{4\pi \varepsilon _{0}\hbar c}}=\left({\frac {g}{q_{\mathrm {P} }}}\right)^{2}\approx 0{,}032\,738}
Die Kopplungsstärken {\displaystyle e} und {\displaystyle g} sind verknüpft über den Weinbergwinkel {\displaystyle \theta _{\mathrm {W} }}:
{\displaystyle e=g\cdot \sin \theta _{\mathrm {W} }}
Damit gilt:
{\displaystyle \Rightarrow \alpha _{\mathrm {em} }=\alpha _{\mathrm {W} }\cdot \sin ^{2}\theta _{\mathrm {W} }}
Die schwache Wechselwirkung wirkt auf Teilchen (Fermionen), indem diese an die Austauschbosonen der schwachen Wechselwirkung koppeln: an die W-Bosonen {\displaystyle W^{+}} und {\displaystyle W^{-}} sowie an das Z-Boson {\displaystyle Z^{0}}. Die ersten beiden haben die gleiche Kopplungsstärke:
{\displaystyle g_{W}(f)=g\cdot T_{3}}
mit dem schwachen Isospin {\displaystyle T_{3}} des beteiligten Fermions.
Für das {\displaystyle Z^{0}} ist sie modifiziert durch die Ladungszahl {\displaystyle z_{f}=q/e} des Fermions und den Weinbergwinkel:
{\displaystyle g_{Z}(f)={\frac {g}{\cos \theta _{\mathrm {W} }}}\cdot \left(T_{3}-z_{f}\cdot \sin ^{2}\theta _{\mathrm {W} }\right)}
Linkshändige {\displaystyle (T_{3}=\pm 0{,}5)} und rechtshändige {\displaystyle (T_{3}=0)} elementare Fermionen nehmen somit unterschiedlich an der schwachen Wechselwirkung teil. Antiteilchen der umgekehrten Händigkeit und Ladung verhalten sich aber wieder analog zu ihren normalen Partnern (CP-Invarianz).

## Laufende Kopplung
Man kann eine Quantenfeldtheorie bei kurzen Zeiten und Distanzen prüfen, indem man die Wellenlänge oder den Impuls der benutzten Probe ändert. Bei hohen Frequenzen, d. h. kurzen Zeiten, sieht man, dass an jedem Prozess virtuelle Teilchen teilhaben. Der Grund, warum diese scheinbare Verletzung des Energieerhaltungssatzes möglich ist, ist die heisenbergsche Unschärferelation
{\displaystyle \Delta E\Delta t\geq \hbar },
die solche kurzzeitigen Verletzungen erlaubt. Diese Bemerkung trifft aber nur auf bestimmte Formulierungen der QFT zu, nämlich die kanonische Quantisierung im Wechselwirkungsbild.
Alternativ kann man dasselbe Ereignis mittels „virtueller“ Teilchen beschreiben, die bezüglich Massenschale off shell gehen.
Solche Prozesse renormieren die Kopplung und machen sie abhängig von der Energieskala {\displaystyle \mu }, bei der die Kopplung beobachtet wird. Die Abhängigkeit {\displaystyle g(\mu )} der Kopplung von der Energieskala wird als laufende Kopplung (eng.: running coupling) bezeichnet. Die Theorie der laufenden Kopplung wird vermöge der Renormierungsgruppe (RG) beschrieben.

### Symanziksche Beta-Funktion
In einer Quantenfeldtheorie (QFT) wird dieses Laufen eines Kopplungsparameters g nach Kurt Symanzik mit einer Symanzikschen Beta-Funktion β(g) beschrieben. Diese ist definiert durch die Beziehung:
{\displaystyle \beta (g)=\mu \,{\frac {\partial g}{\partial \mu }}={\frac {\partial g}{\partial \ln \mu }}.}
Wenn die Beta-Funktionen einer QFT verschwinden (d. h. konstant Null sind), dann ist diese Theorie skaleninvariant.
Die Kopplungsparameter einer QFT können auch dann laufen, wenn das korrespondierende klassische
Feld skaleninvariant ist. In diesem Fall besagt die nicht-verschwindende Beta-Funktion, dass die klassische Skaleninvarianz anomal ist.

### QED und der Landau-Pol
Wenn die Beta-Funktion positiv ist, dann wächst die zugehörige Kopplung mit zunehmender Energie. Ein Beispiel ist die Quantenelektrodynamik (QED), bei der man mit Hilfe der Störungstheorie findet, dass die Beta-Funktion positiv ist. Genauer gesagt, gilt α ≈ 1/137 (Sommerfeldsche Feinstrukturkonstante), während man auf der Skala des Z-Bosons, also bei etwa 90 GeV, α ≈ 1/127 misst.
Darüber hinaus zeigt uns die störungstheoretische Beta-Funktion, dass die Kopplung fortgesetzt zunimmt, und somit die QED bei hohen Energien stark gekoppelt ist. Tatsächlich wird die so ermittelte Kopplung offenbar bereits bei einer gewissen endlichen Energie unendlich. Dieses Phänomen wurde zuerst von Lew Landau festgestellt und wird daher Landau-Pol genannt. Natürlich kann man nicht erwarten, dass die störungstheoretische Beta-Funktion exakte Ergebnisse bei starker Kopplung liefert, und daher ist es wahrscheinlich, dass der Landau-Pol ein Artefakt der unangebrachten Anwendung der Störungstheorie ist. Das wahre Skalenverhalten von {\displaystyle \textstyle \alpha } bei großen Energien ist unbekannt.

### QCD und Asymptotische Freiheit
In nicht-Abelschen Eichtheorien kann die Beta-Funktion negativ werden, was zuerst von Frank Wilczek, David Politzer und David J. Gross herausgefunden wurde, die dafür 2004 den Nobelpreis in Physik erhielten (s. u. Weblinks).
Ein Beispiel dafür ist die negative Beta-Funktion der Quantenchromodynamik (QCD). Sie bedeutet, dass die QCD-Kopplung bei hohen Energien (logarithmisch) abnimmt, was asymptotische Freiheit genannt wird:
{\displaystyle \alpha _{s}(k^{2})\ {\stackrel {\mathrm {def} }{=}}\ {\frac {g_{s}^{2}(k^{2})}{4\pi }}\approx {\frac {1}{\beta _{0}\ln(k^{2}/\Lambda ^{2})}}.}
Dabei ist
- {\displaystyle \beta _{0}=11-{\tfrac {2}{3}}n_{f}} eine von Wilczek, Gross und Politzer bestimmte Konstante
  - {\displaystyle n_{f}} die Anzahl der unter der QCD geladenen Fermionen
- {\displaystyle \Lambda } kein UV-Cutoff, sondern eine durch das Renormierungsschema bestimmte Massenskala; nur oberhalb von ihr kann die QCD störungstheoretisch behandelt werden.

Umgekehrt nimmt die Kopplung mit abnehmender Energie zu. Bei niedrigen Energien wird sie so stark, dass die Störungstheorie hier nicht mehr anwendbar ist. Daher ist der tatsächliche Wert der Kopplungskonstante nur für eine bestimmte Energieskala definiert. In der QCD wird in der Regel die Massenskala des Z-Bosons gewählt, was einen Wert der starken Kopplungskonstante von αs(MZ2 ) = 0,1179 ± 0,0010 ergibt. Die genauesten Messungen stammen aus Gitter-QCD-Rechnungen, Untersuchungen des Tau-Lepton-Zerfalls sowie in jüngster Zeit aus der Neuinterpretation des Transversalimpulsspektrums des Z-Bosons.

## Stringtheorie
Eine bemerkenswert abweichende Situation gibt es in der Stringtheorie. Die störungstheoretische Beschreibung der Stringtheorie hängt von der String-Kopplungskonstanten ab. Jedoch sind in der Stringtheorie diese Kopplungskonstanten keine vorbestimmten, anzupassenden oder universellen Parameter, stattdessen sind sie Skalarfelder, die von der Position in Raum und Zeit abhängen können, deren Werte also dynamisch festgelegt sind.